# Vali Ionescu
Vali Ionescu (Turnu Măgurele, 31 agosto 1960) è un'ex lunghista rumena, vincitrice della medaglia d'argento alle Olimpiadi di Los Angeles 1984 e dell'oro europeo 1982.
Con 7,20 m è stata primatista mondiale fra il 1º agosto 1982 ed il 15 maggio 1983, quando venne superata di un centimetro da Anișoara Cușmir, l'atleta che la batterà anche nella finale olimpica.

## Principali risultati
| Anno | Competizione   | Luogo       | Risultato | Extra |
| ---- | -------------- | ----------- | --------- | ----- |
| 1982 | Europei indoor | Milano      | 3º        |       |
|      | Europei        | Atene       | 1º        |       |
| 1983 | Universiadi    | Edmonton    | 3º        |       |
| 1984 | Olimpiadi      | Los Angeles | 2º        |       |